# Italo Zanasi
Italo Zanasi – włoski brydżysta, World Life Master (WBF).

## Wyniki brydżowe

### Zawody światowe
W światowych zawodach zdobył następujące lokaty:
| Mistrzostwa Świata. Konkurencja par | Mistrzostwa Świata. Konkurencja par | Mistrzostwa Świata. Konkurencja par | Mistrzostwa Świata. Konkurencja par | Mistrzostwa Świata. Konkurencja par | Mistrzostwa Świata. Konkurencja par |
| Rok                                 | Miejsce                             | Zawody                              | Kategoria                           | Partner                             | Pozycja                             |
| ----------------------------------- | ----------------------------------- | ----------------------------------- | ----------------------------------- | ----------------------------------- | ----------------------------------- |
| 1974                                | Las Palmas                          | 4. Mistrzostwa Świata               | Open                                | Federico De Paula                   | 3                                   |
| 1970                                | Sztokholm                           | 2. Mistrzostwa Świata               | Open                                | William Saulino                     | 3                                   |

## Klasyfikacja
- Italo Zanasi – klasyfikacja WBF (ang.)
- Italo Zanasi – klasyfikacja EBL (ang.)